# 冯汉骥
冯汉骥（1899年—1977年3月7日），字伯良，湖北宜昌人。中华人民共和国考古学家。
1923年，毕业于武昌文华大学文科毕业。1924年任厦门大学图书馆主任。1931年，赴美国哈佛大学人类学系学习，后转入宾夕法尼亚大学，1936年获人类学哲学博士学位。1937年，任四川大学历史系教授。1941年，兼四川省博物馆筹备主任。1944年，兼华西大学社会学系代理系主任。后历任西南博物院副院长、四川省博物馆馆长、四川大学历史系考古教研室主任等。著有《岷江上游的石棺葬文化》、《由中国亲属名词上所见之中国古代婚姻制》、《四川古代的船棺葬》、《云南晋宁石霞山出土文物的族属问题试探》等。